# Hette Borrias
Henriette „Hette“ Louise Borrias (* 8. April 1953 in Eindhoven) ist eine ehemalige niederländische Ruderin, die 1973 Europameisterin im Vierer ohne Steuerfrau und 1979 Weltmeisterschaftsdritte im Einer war.

## Sportliche Karriere
Die 1,75 m große Hette Borrias ruderte für die Rudervereinigung ORCA in Utrecht. Bei den Europameisterschaften 1973 in Moskau gewann der niederländische Vierer mit Steuerfrau in der Besetzung Liesbeth de Graaff, Myriam Steenman, Hette Borrias, Liesbeth de Bruin und Steuerfrau Yvonne Vischschraper vor den Booten aus der DDR und aus Polen. Zwei Jahre später erreichte der niederländische Vierer den fünften Platz bei den Weltmeisterschaften 1975, die vier Ruderinnen waren verblieben, als Steuerfrau fungierte Vera Schneyderberg. 1976 ruderte der niederländische Vierer bei den Olympischen Spielen in Montreal in der Besetzung Ans Gravesteijn, Myriam Stenman, Hette Borrias, Liesbeth de Bruin und Steuerfrau Monique Pronk. Die Niederländerinnen belegten im Vorlauf den zweiten Platz hinter den Bulgarinnen und gewannen den Hoffnungslauf. Im Finale erreichten sie den fünften Platz.
Bei den Weltmeisterschaften 1979 in Bled siegte im Einer die Rumänin Sanda Toma vor Martina Schröter aus der DDR. Eine Sekunde hinter Schröter gewann Hette Borrias die Bronzemedaille mit 0,17 Sekunden Vorsprung vor der Kanadierin Andrea Schreiner und 0,23 Sekunden Vorsprung vor Joan Lind aus den Vereinigten Staaten. Auch bei den Olympischen Spielen 1980 in Moskau trat Hette Borrias im Einer an. Nachdem sie in Vorlauf und Hoffnungslauf jeweils Letzte geworden war, trat sie zum C-Finale nicht mehr an.